# Česko na Mistrovství Evropy v atletice do 23 let 2007
V nominaci na 6. Mistrovství Evropy v atletice do 23 let v Debrecínu bylo 28 českých atletů (15 mužů a 13 žen). Česká republika vybojovala čtyři stříbrné a dvě bronzové medaile.
Lenka Ledvinová skončila v hodu kladivem na druhém místě a vylepšila český rekord do 23 let. Denisa Ščerbová ve skoku dalekém zaostala o pouhý jeden centimetr za první Ruskou Annou Nazarovovou a získala stříbro. Na druhém místě v osobním rekordu skončil Vojtěch Šulc v běhu na 200 metrů a Jan Marcell v hodu diskem, který si osobní rekord vylepšil již v kvalifikaci (59,24 m). Bronz vybojovali Zuzana Hejnová v běhu na 400 metrů překážek a Roman Novotný ve vyrovnaném závodě ve skoku dalekém.
Štafeta mužů na 4 x 100 m i 4 x 400 m obsadila shodně čtvrtou pozici. Josef Prorok ve velmi rychlém rozběhu na 400 metrů překážek obsadil až páté místo a o pouhou jednu setinu do finále nepostoupil.
Muži
| Disciplína  | Jméno                                              | Nej. výkon sezóny | Umístění na ME   | Výkon                |
| ----------- | -------------------------------------------------- | ----------------- | ---------------- | -------------------- |
| 100 m       | Libor Žilka                                        | 10,53             | 23. (rozběh)     | 10,69                |
| 200 m       | Jan Schiller                                       | 20,90             | 8. (finále)      | 21,46 (21,00 v sem.) |
| 200 m       | Vojtěch Šulc                                       | 20,96             | (finále)         | 20,91                |
| 400 m       | Marek Hrubý                                        | 47,38             | 18. (rozběh)     | 47,59                |
| 400 m       | Petr Klofáč                                        | 47,03             | 19. (rozběh)     | 47,80                |
| 400 m př.   | Josef Prorok                                       | 51,09             | 9. (rozběh)      | 51,16                |
| 3000 m př.  | Zdeněk Medlík                                      | 8:51,62           | 19. (rozběh)     | 9:15,61              |
| Skok daleký | Roman Novotný                                      | 7,98 m            | (finále)         | 7,87 m               |
| Vrh koulí   | Remigius Machura ml.                               | 19,21 m           | 6. (finále)      | 18,54 m              |
| Vrh koulí   | Jan Marcell                                        | 18,35 m           | 7. (finále)      | 18,42 m              |
| Hod diskem  | Jan Marcell                                        | 55,35 m           | Stříbrná medaile | 58,48 m              |
| Hod oštěpem | Jan Syrovátko                                      | 78,17 m           | 14.              | 70,03 m              |
| 4 x 100 m   | Libor Žilka Jan Schiller Vojtěch Šulc Ondřej Benda | -                 | 4. (finále)      | 39,92                |
| 4 x 400 m   | Marek Hrubý Pavel Jiráň Theodor Jareš Petr Klofáč  | -                 | 4. (finále)      | 3:05,71              |

Vysvětlivky (kval. - kvalifikace, sem. - semifinále).
Ženy
| Disciplína   | Jméno                                                              | Nej. výkon sezóny | Umístění na ME | Výkon    |
| ------------ | ------------------------------------------------------------------ | ----------------- | -------------- | -------- |
| 200 m        | Martina Dostálová                                                  | 24,23             | 26. (rozběh)   | 24,38    |
| 400 m        | Jitka Bartoničková                                                 | 53,20             | 13. (rozběh)   | 54,04    |
| 800 m        | Lenka Masná                                                        | 2:02,36           | 8. (finále)    | 2:04,17  |
| 400 m př.    | Zuzana Hejnová                                                     | 56,01             | (finále)       | 55,93    |
| 3000 m př.   | Lenka Ptáčková                                                     | 10:04,05          | 17. (rozběh)   | 11:00,30 |
| 20 km chůze  | Lucie Pelantová                                                    | 1:39:52           | 9.             | 1:37:12  |
| 20 km chůze  | Zuzana Schindlerová                                                | 1:39:52           | 6.             | 1:36:04  |
| Skok o tyči  | Romana Maláčová                                                    | 4,20 m            | 12. (finále)   | 4,00 m   |
| Skok daleký  | Denisa Ščerbová                                                    | 6,65 m            | (finále)       | 6,80 m   |
| Hod diskem   | Lucie Vaníčková                                                    | 53,33 m           | 18. (kval.)    | 47,39 m  |
| Hod kladivem | Lenka Ledvinová                                                    | 66,57 m           | (finále)       | 67,63 m  |
| 4 x 100 m    | Iveta Mazáčová Martina Dostálová Pavla Hřivnová Jitka Bartoničková | -                 | 7. (finále)    | 45,18    |

Vysvětlivky (kval. - kvalifikace, sem. - semifinále).